# 真島のあ
真島 のあ（ましま のあ、1996年7月25日 - ）は、日本の女性グラビアアイドル。埼玉県出身。アクアス・エンターテインメント所属。

## 人物
趣味はお昼寝、スポーツ、ガールズトーク。特技はバレーボール。

## 作品

### DVD
- オトメノカタチ（2013年4月19日、スパイスビジュアル）[3]
- ぷるんぷるんのあ・16歳（2013年6月21日、M.B.D.メディアブランド）[2]
- マンゴー＆ぱいんティー（2013年8月23日、OMEGAω）
- マシュマロベイビー（2013年12月23日、ONDOH）

## 出演

### 雑誌
- 「月刊BLACKBOX」撮り下ろし

### TV
- 「かなまりんてれび。」 スカパー！エンタ！959
- 「まるごとTEEN GIRLS」スカパー！959ch　エンタ！959
- 「踊る！さんま御殿」日本テレビ

### WEB・携帯コンテンツ
- 「代々木グラビアアイドル学園」Ustream配信
- 「LOVEPOP」撮り下ろし

### その他
- 日テレジェニック2013候補生
- ファンマスリーグ2013候補生まんそ